# Ross Jordaan
Ross Jordaan (* 29. März 1985) ist ein ehemaliger südafrikanischer Kugelstoßer.

## Sportliche Laufbahn
Erste internationale Erfahrungen sammelte Ross Jordaan 2004 bei den Juniorenweltmeisterschaften in Grosseto, bei dem ihm kein gültiger Versuch glückte.  2008 nahm er an den Afrikameisterschaften in Addis Abeba teil und belegte dort mit einer Weite von 14,98 m den achten Platz. Im Jahr darauf nahm er an der Sommer-Universiade in Belgrad teil, schied dort aber mit 17,50 m in der Qualifikation aus. 2011 erreichte er bei den Afrikaspielen in Maputo mit 18,08 m den vierten Platz. 2017 bestritt er in Calgary seinen letzten Wettkampf.

## Persönliche Bestleistungen
- Kugelstoßen: 19,46 m, 27. März 2008 in Pretoria